# Проханов Олександр Андрійович
Олександр Андрійович Проханов (* 26 лютого 1938, Тбілісі, Грузинська РСР) — радянський і російський письменник, сценарист, публіцист, журналіст, політичний і громадський діяч, російський православний націоналіст-шовініст. Член секретаріату Спілки письменників Росії. Головний редактор газети «Завтра». Лауреат премії Ленінського комсомолу (1982). Голова російської націоналістичної організації «Ізборський клуб».

## Біографія
Народився 26 лютого 1938 року у Тбілісі. Прадіди Проханова, молокани, рятуючись від релігійних переслідувань, пішли з Тамбовщини й Саратовської губернії у Північну Осетію й на Закавказзя. Його дід Олександр Степанович Проханов був молоканським богословом й доводився рідним братом Іванові Степановичу Проханова, — засновнику й керівнику Всеросійського союзу євангельських християн (1911—1931) й віце-президенту Всесвітнього баптистського альянсу (1911—1928). Дядько О. А. Проханова, вчений-ботанік, залишився у СРСР після еміграції І. С. Проханова, був репресований, але потім звільнений.
Закінчив Московський авіаційний інститут імені С. Орджонікідзе (1960). Працював інженером, лісником у Карелії і Підмосков'ї. У 1960—1970-х роках — співробітник газет «Правда», «Літературна газета». У 1971 році видав свої перші художньо-публіцистичні книги. У 1972 році був прийнятий до Спілки письменників СРСР.
З 1986 року активно виступав з публіцистичними нарисами в російських патріотичних та націоналістичних виданнях: журналах «Молода гвардія», «Наш сучасник», газеті «Літературна Росія». У 1989—1991 роках — головний редактор журналу «Радянська література». З грудня 1990 — головний редактор газети «День».
У серпні 1991 підтримав дії ГКЧП.
У вересні 1993, після указу президента про розпуск Верховної Ради Росії, закликав у газеті «День» скинути «антинародний режим Єльцина».
З листопада 1993 року — головний редактор газети «Завтра».
У 2008 році видав книгу "ХАМАС — хвала героям", де підтримує ХАМАС. В книзі присутня бесіда Олександра Проханова з Халедом Машалом. Автор порівнює діяльність ХАМАС із радянською армією часів Другої світової. У 2021 році Проханов опубликував статтю "Хамас, победи!" в газеті "Завтра".
Під час російсько-української війни підтримував тісні зв'язки з терористами ДНР та ЛНР.
В червні 2015 виступив з ініціативою православної канонізації Йосипа Сталіна.
В квітні 2017 закликав завдати удару російськими крилатими ракетами по установках залпового вогню та артилерійським підрозділам України на території Донбасу.
У 2023 році заснував рух «Русская мечта». Згідно з міжнародним журналістським проєктом Kremlin Leaks, фінансуванням займалося провладне АНО «Интеграция» .
В інтерв'ю «Комсомольской правде» в січні 2025 року Проханов висловив упевненість в успіхах російської армії, заявивши, що «перемогу вже здобуто» і тепер залишається лише «повільно, але неухильно до неї наближатися». Він закликав росіян до стійкості та готовності до тривалих випробувань, підкреслюючи важливість внутрішньої мобілізації та духовної сили нації.

## Санкції
7 січня 2023 року, на тлі вторгнення Росії в Україну, потрапив під санкції України як член «Ізборського клубу», спільноти «пропагандистсько-ідеологічної агресії Росії проти України», на сайті якої «наведена інформація, що дискредитує, очорнює та представляє Україну в негативному світлі, ставить під сумнів право української нації на самовизначення і власну державність, містить заклики до порушення територіальної цілісності України, спотворює історію».

## Творчість
Автор романів:
- «Вічне місто»;
- «600 років після битви»;
- «Ангел пролетів»;
- «Палац»;
- «Сон в Кабулі»;
- «Третій тост»;
- «Чеченський блюз»;
- «Ті, що йдуть в ночі»;
- «Червоно-коричневий»;
- «Пан Гексоген»;
- «Останній солдат імперії»;
- «Крейсерова соната»;
- «Напис»;
- «Політолог» та інші[14].